# Paristrion
Paristrion (in greco Παρίστριον?, Paristrion, "accanto all'Ister"), o Paradounabon/Paradounabis (Παραδούναβον / Παραδούναβις), preferito nei documenti ufficiali, era una provincia bizantina (thema) che copriva la sponda meridionale del Danubio inferiore (Moesia Inferior) nei secoli XI e XII.
Sebbene gli autori bizantini usino il termine per descrivere le terre lungo il Danubio in generale, la provincia di Paristrion sembra comprendere soprattutto l'odierna Dobrugia. Non si sa con esattezza quando sia stata istituita la provincia: lo studioso rumeno Nicolae Bănescu ritiene che sia stata istituita subito dopo la fine della guerra rus'-bizantina del 970-971, mentre altri, come Vasil Zlatarski, la ritengono una creazione successiva, della metà dell'XI secolo. Era governato da un catapano o da un doux, e aveva probabilmente sede a Dorostolon (l'odierna Silistra), dove uno stratego bizantino è effettivamente attestato negli anni '970 del X secolo.
All'indomani della vittoria sulla Rus', l'imperatore Giovanni I Zimisce (r. 969-976) nominò il generale Leone Saracenopulo comandante della Bulgaria nord-orientale, con sede a Ioannopolis/ Pereyaslavets. Saracenopulo e i suoi subordinati si impegnarono in importanti attività di fortificazione nella regione della Dobrugia negli anni successivi, dove vennero ricostruiti e rioccupati forti di epoca romana abbandonati. Nel 986, tuttavia, la regione tornò sotto il controllo dei bulgari sotto i fratelli Cometopuli e fu tenuta fino al 1001 circa, quando fu ristabilito il controllo bizantino. Bănescu, tuttavia, ritiene che Dorostolon sia rimasta almeno per tutto il tempo in mani bizantine. A partire dagli anni 1030, la regione dovette affrontare le continue incursioni dei Peceneghi. La popolazione fu ritirata in pochi grandi centri fortificati, mentre ai Peceneghi fu permesso di insediarsi nella provincia come alleati e coloni (definiti mixobarbaroi dagli autori contemporanei) e furono mantenuti in una condizione di pace attraverso sussidi e un vivace commercio. Solo all'inizio del 1070 i Peceneghi si ribellarono apertamente e costituirono una minaccia costante per le province balcaniche dell'Impero bizantino, fino a quando non furono sconfitti in modo decisivo nella battaglia di Levounion del 1091. Nonostante le sporadiche incursioni cumane, il Paristrion rimase ampiamente pacifico e prospero nel XII secolo. La provincia sembra essere stata sciolta alla fine del XII secolo.

## Governatori
- Basilio Apocapa 1056-1064
- Nestore 1074-1078 (in ribellione)